# Asymbolus analis
Asymbolus analis es una especie de peces de la familia Scyliorhinidae en el orden de los Carcharhiniformes.

## Morfología
• Los machos pueden llegar alcanzar los 90 cm de longitud total.

## Hábitat
Es un pez de mar de clima tropical y asociado a los  arrecifes de coral que vive entre 10-180 m de profundidad.

## Reproducción
Es ovíparo.

## Distribución geográfica
Se encuentra en Australia.